# Ян Хенцінський
Ян Хенці́нський (пол. Jan Konstanty Chęciński) (*22 грудня 1826, Варшава — †30 грудня 1874, Варшава) — польський письменник, актор і театральний режисер, професор варшавської Драматичної Школи. Був автором лібретто до опери «Страшний двір» Станіслава Монюшки (прем'єра відбулася в 1865 році).
Причетний до втілення на польській сцені творів Юліуша Словацького, Вільяма Шекспіра і Фрідріха Шилера. Автор лібретт до інших творів Монюшки (зокрема «Verbum nobile» і «Парії»). Мав власне бачення теорії загальних мистецтв.
В 1861 році Ян Хенцінський мав поставити виставу «Шляхетність душі» на сцені палацу князів Санґушків у Заславі на Волині, проте не відомо чи цей задум здійснився.

## В інтернеті
- Jan Chęciński. STRASZNY DWÓR [Архівовано 31 січня 2007 у Wayback Machine.] (пол.)